# Centennial Monorail

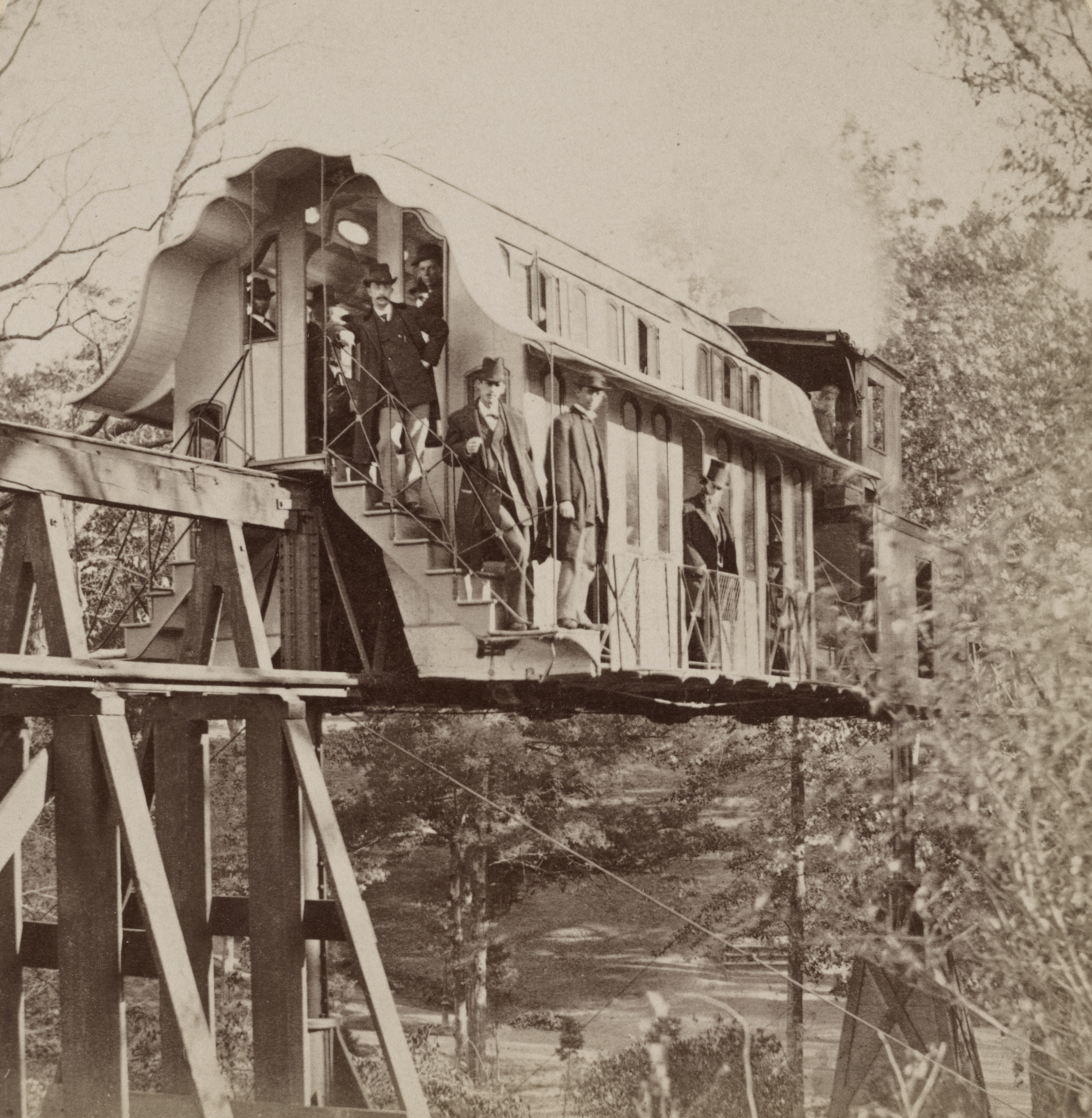
Centennial Monorail

General LeRoy Stones Centennial Monorail war eine Einschienenbahn auf der Centennial International Exhibition von 1876, der ersten offiziellen Weltausstellung in den USA, die zum 100. Jubiläum der Unabhängigkeitserklärung der Vereinigten Staaten in Philadelphia (Pennsylvania) veranstaltet wurde.

## Technik

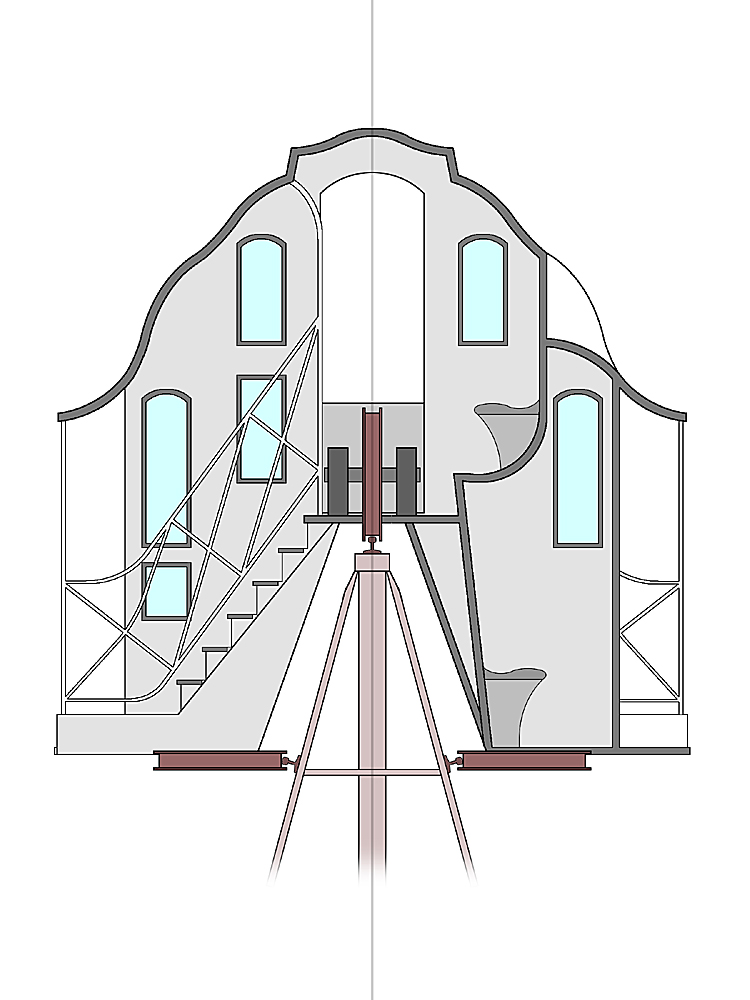
Ansicht von vorne

Die Strecke war etwa 155 Meter lang und verband den Gartenbau- mit dem Landwirtschaftspavillon im Fairmont Park. Auf ihr fuhr ein Doppelstockzug im viktorianischen Stil. Er hatte zwei Antriebsräder, deren hinteres durch eine Dampfmaschine angetrieben wurde.
Das Konzept ähnelte dem der Lartigue-Einschienenbahn: Die Tragschiene war auf  A-förmigen Rahmen aufgeständert, auf denen aufrecht stehende Doppelspurkranzräder liefen. Außerdem gab es zwei seitliche Führungsschienen, um das Fahrzeug auszubalancieren. Der Höhenunterschied zwischen Tragschiene und Führungsschienen betrug 1.346 mm (4 Fuß 5 Zoll). Die Tragräder hatten 711 mm (28 Zoll) Durchmesser, und eines davon wurde von einer Rotations-Dampfmaschine vom Typ La France angetrieben. Die Bauart des Kessels war wie die von konventionellen Dampflokomotiven 6.400 mm (21 Fuß) lang und mit einem Durchmesser von 34 Zoll. Die Fahrerkabine war an einem der beiden Enden angeordnet und darunter, seitlich an der Führungsschiene, waren  auf beiden Seiten je ein Vorratsbehälter für Wasser und je einer für Kohle, so dass die Gewichtsbalance erzielt wurde.
Eine veränderte Version der Centennial Monorail wurde 1878 von der Bradford and Foster Brook Railway in Betrieb genommen.